# 約亨·李德克
約亨·李德克（Jochen Liedtke，1953年5月26日—2001年6月10日），德國計算機科學家，以研究作業系統中的微核心架構而聞名。他是L3微內核與L4微内核系列的創造者。

## 生平
李德克大學就讀於比勒费尔德大學（Bielefeld University）數學系。

## 外部連結
- 紀念約亨·李德克(1953 - 2001)